# Abderrazak Hamdallah
Abderrazak Hamdallah (em árabe: عبد الرزاق حمد الله; Safi, 17 de dezembro de 1990) é um futebolista marroquino que atua como centroavante. Atualmente joga pelo Al Shabab.

## Carreira
Abderrazak Hamdallah fez parte do elenco da Seleção Marroquina de Futebol no Campeonato Africano das Nações de 2013.
Al-Hilal
No dia 2 de Julho de 2025, foi anunciado como reforço do Al-Hilal para o restante da Copa Do Mundo de Clubes, emprestado pelo Al Shabab. No dia 4 de julho, Hamdallah estreou e protagonizou uma das passagens mais curtas de um jogador por um clube de futebol, entrando no segundo tempo,  o jogador atuou por apenas 20 minutos dentro de campo. Com a derrota do Clube árabe para o Fluminense de 2-1 pelas quartas de final do Mundial, Hamdallah encerrou seu curto ciclo com o Al-Hilal, e retornou para o Al Shabab.

## Títulos
El Jaish
- Copa Catar: 2015–16

Al Rayyan
- Copa Sheikh Jassim: 2018

Al-Nassr
- Campeonato Saudita: 2018–19
- Supercopa Saudita: 2019, 2020

Al-Ittihad
- Campeonato Saudita: 2022–23
- Supercopa Saudita: 2022